# Campeonato Paranaense de Futebol de 2016 - Segunda Divisão
A Divisão de Acesso do Campeonato Paranaense de Futebol 2016, será a 52ª edição da competição, a qual conta com a participação de 9 clubes. Sua organização, é de competência da Federação Paranaense de Futebol.
Serão disponibilizadas, duas vagas a primeira divisão do estadual 2016, já o clube posicionado na última colocação da primeira, estará automaticamente rebaixado à Terceira Divisão Paranaense do próximo ano.

## Regulamento[3]
- Primeira Fase: As equipes se enfrentam em turno único, em oito rodadas. Os oito melhores avançam à segunda fase, enquanto os última descenderão para a Terceira Divisão.
- Segunda Fase: A competição será disputada no sistema eliminatório. Nas quartas de final, os confrontos serão: 1º x 8º (Grupo A), 2º x 7º (Grupo B), 3º x 6º (Grupo C), 4º x 5º (Grupo D). Nas semifinais, os duelos serão entre os vencedores A x D (Grupo E) e vencedores B x C (Grupo F), com a decisão entre os vencedores na sequência.As fases finais serão disputadas em duas partidas, com o clube de melhor pontuação na somatória das fases anteriores decidindo a classificação como mandante.

Critérios de Desempate da Fase Classificatória
1. Maior número de vitórias;
2. Maior saldo de gols;
3. Maior número de gols a favor;
4. Menor número de cartões vermelhos;
5. Menor número de cartões amarelos;
6. Sorteio.

## Equipes participantes
| Clube            | Cidade        | Em 2015       | Estádio          | Capacidade | Títulos              | Participações |
| ---------------- | ------------- | ------------- | ---------------- | ---------- | -------------------- | ------------- |
| Andraus          | Campo Largo   | 8º            | Atílio Gionédis  | 2.000      | 0 (não possui)       | 2             |
| Apucarana Sports | Apucarana     | 4º            | Olímpio Barreto  | 11.000     | 0 (não possui)       | 3             |
| Cambé            | Cambé         | 2º (Série C)  | Estádio da Curva | 1.800      | 0 (não possui)       | 2             |
| Cascavel CR      | Cascavel      | 1º (Série C)  | Ninho da Cobra   | 2.500      | 0 (não possui)       | 6             |
| Cianorte         | Cianorte      | 5º            | Albino Turbay    | 1.700      | 0 (não possui)       | 6             |
| Grêmio Maringá   | Maringá       | 3º (Série C)  | Willie Davids    | 21.600     | 1 (2001)             | 6             |
| ACP              | Paranavaí     | 3º            | Waldemiro Wagner | 25.000     | 3 (1967, 1983, 1992) | 15            |
| Portuguesa-PR    | Londrina      | 7º            | Uady Chaiben     | 3.000      | 1 (2006)             | 11            |
| Prudentópolis    | Prudentópolis | 12º (Série A) | Newton Agibert   | 3.500      | 1 (2009)             | 2             |

## Primeira Fase
| Pos | Times            | Pts | J | V | E | D | GP | GC | SG | %  | Classificação ou rebaixamento             |
| --- | ---------------- | --- | - | - | - | - | -- | -- | -- | -- | ----------------------------------------- |
| 1   | Cianorte         | 15  | 7 | 4 | 3 | 0 | 8  | 3  | +5 | 71 | Zona de Classificação para a Segunda Fase |
| 2   | Prudentópolis    | 14  | 7 | 4 | 2 | 1 | 9  | 7  | +2 | 66 | Zona de Classificação para a Segunda Fase |
| 3   | Grêmio Maringá   | 9   | 7 | 2 | 3 | 2 | 8  | 9  | –1 | 42 | Zona de Classificação para a Segunda Fase |
| 4   | Portuguesa-PR    | 8   | 7 | 2 | 2 | 3 | 13 | 11 | +2 | 38 | Zona de Classificação para a Segunda Fase |
| 5   | Andraus          | 8   | 7 | 2 | 2 | 3 | 9  | 7  | +2 | 38 | Zona de Classificação para a Segunda Fase |
| 6   | Apucarana Sports | 5   | 7 | 1 | 2 | 4 | 4  | 12 | –8 | 23 | Zona de Classificação para a Segunda Fase |
| 7   | Cascavel CR      | 4   | 7 | 1 | 1 | 5 | 6  | 11 | –5 | 19 | Zona de Classificação para a Segunda Fase |
| 8   | ACP [ACP]        | 3   | 7 | 3 | 3 | 1 | 13 | 10 | +3 | 57 | Zona de Classificação para a Segunda Fase |

Notas
- ACP. ^ O Paranavaí perdeu nove pontos por escalar jogador irregularmente.
- CAM. ^ O Cambé abandonou o campeonato. As suas partidas futuras e já jogadas foram anuladas.

### Confrontos
Para ler a tabela, a linha horizontal representa os jogos da equipe como mandante. A coluna vertical indica os jogos da equipe como visitante.
|                        | AND | APU | CAS | CIA | GMA | ACP | POR | PRU |
| ---------------------- | --- | --- | --- | --- | --- | --- | --- | --- |
| Andraus                | —   |     |     | 0-1 | 0-0 |     |     | 1-2 |
| Apucarana Sports       | 0-3 | —   |     | 0-2 | 2-0 | 1-1 |     |     |
| Cascavel CR            | 0-2 | 0-0 | —   |     |     |     | 1-2 |     |
| Cianorte               |     |     | 1-0 | —   | 2-2 | 1-1 |     | 0-0 |
| Grêmio Maringá         |     |     | 3-1 |     | —   |     | 2-1 | 0-2 |
| ACP                    | 3-2 |     | 3-1 |     | 1-1 | —   | 4-3 |     |
| Portuguesa Londrinense | 1-1 | 4-0 |     | 0-1 |     |     | —   | 2-2 |
| Prudentópolis          |     | 2-1 | 0-3 |     |     | 1-0 |     | —   |

| Vitória do mandante; Vitória do visitante; Empate | Em vermelho os jogos da próxima rodada; Em negrito os jogos "clássicos". |

### Desempenho por rodada
Clubes que lideraram o campeonato ao final de cada rodada:
| Rodadas | Rodadas | Rodadas | Rodadas | Rodadas | Rodadas | Rodadas | Rodadas | Rodadas |     |
| ------- | ------- | ------- | ------- | ------- | ------- | ------- | ------- | ------- | --- |
| 1       | 2       | 3       | 4       | 5       | 6       | 7       | 8       | 9       |     |
| CCR     | GMA     | PRU     | PRU     | PRU     | PRU     | PRU     | PRU     | CIA     | CIA |

Clubes que ficaram na última posição do campeonato ao final de cada rodada:
| Rodadas | Rodadas | Rodadas | Rodadas | Rodadas | Rodadas | Rodadas | Rodadas | Rodadas |
| ------- | ------- | ------- | ------- | ------- | ------- | ------- | ------- | ------- |
| 1       | 2       | 3       | 4       | 5       | 6       | 7       | 8       | 9       |
| POR     | APU     | APU     | CCR     | CCR     | CCR     | CCR     | CCR     | ACP     |

## Segunda Fase

### Fase final
Em itálico as equipes que jogaram o segundo jogo em casa.
|  | Quartas-de-final | Quartas-de-final | Quartas-de-final | Quartas-de-final |       |               | Semifinais      | Semifinais      | Semifinais      | Semifinais      |  |          | Final                   | Final                   | Final                   | Final                   |  |  |
|  |                  |                  |                  |                  |       |               | 15 e 22 de maio | 15 e 22 de maio | 15 e 22 de maio | 15 e 22 de maio |  |          | 29 de maio e 5 de junho | 29 de maio e 5 de junho | 29 de maio e 5 de junho | 29 de maio e 5 de junho |  |  |
|  |                  |                  |                  |                  |       |               |                 |                 |                 |                 |  |          |                         |                         |                         |                         |  |  |
|  | Cianorte         | 1                | 2                | 3                |       |               |                 |                 |                 |                 |  |          |                         |                         |                         |                         |  |  |
|  | ACP              | 1                | 1                | 2                |       |               |                 |                 |                 |                 |  |          |                         |                         |                         |                         |  |  |
|  | ACP              | 1                | 1                | 2                |       | Cianorte      | 2               | 1               | 3               |                 |  |          |                         |                         |                         |                         |  |  |
|  |                  |                  |                  |                  |       | Cianorte      | 2               | 1               | 3               |                 |  |          |                         |                         |                         |                         |  |  |
|  |                  | Portuguesa-PR    | 0                | 1                | 1     |               |                 |                 |                 |                 |  |          |                         |                         |                         |                         |  |  |
|  | Portuguesa-PR    | Portuguesa-PR    | 0                | 1                | 1     | 0             | 2               | 2 (5)           |                 |                 |  |          |                         |                         |                         |                         |  |  |
|  | Portuguesa-PR    |                  |                  |                  |       | 0             | 2               | 2 (5)           |                 |                 |  |          |                         |                         |                         |                         |  |  |
|  | Andraus          | 1                | 1                | 2 (4)            |       |               |                 |                 |                 |                 |  |          |                         |                         |                         |                         |  |  |
|  | Andraus          | 1                | 1                | 2 (4)            |       |               |                 |                 |                 |                 |  | Cianorte | 3                       | 1                       | 4                       |                         |  |  |
|  |                  |                  |                  |                  |       |               |                 |                 |                 |                 |  | Cianorte | 3                       | 1                       | 4                       |                         |  |  |
|  |                  | Prudentópolis    | 1                | 0                | 1     |               |                 |                 |                 |                 |  |          |                         |                         |                         |                         |  |  |
|  | Prudentópolis    | Prudentópolis    | 1                | 0                | 1     | 3             | 5               | 8               |                 |                 |  |          |                         |                         |                         |                         |  |  |
|  | Prudentópolis    |                  |                  |                  |       | 3             | 5               | 8               |                 |                 |  |          |                         |                         |                         |                         |  |  |
|  | Cascavel CR      | 0                | 0                | 0                |       |               |                 |                 |                 |                 |  |          |                         |                         |                         |                         |  |  |
|  | Cascavel CR      | 0                | 0                | 0                |       | Prudentópolis | 0               | 2               | 2 (5)           |                 |  |          |                         |                         |                         |                         |  |  |
|  |                  |                  |                  |                  |       | Prudentópolis | 0               | 2               | 2 (5)           |                 |  |          |                         |                         |                         |                         |  |  |
|  |                  | Grêmio Maringá   | 0                | 2                | 2 (4) |               |                 |                 |                 |                 |  |          |                         |                         |                         |                         |  |  |
|  | Grêmio Maringá   | Grêmio Maringá   | 0                | 2                | 2 (4) | 2             | 2               | 4               |                 |                 |  |          |                         |                         |                         |                         |  |  |
|  | Grêmio Maringá   |                  |                  |                  |       | 2             | 2               | 4               |                 |                 |  |          |                         |                         |                         |                         |  |  |
|  | Apucarana Sports | 2                | 1                | 3                |       |               |                 |                 |                 |                 |  |          |                         |                         |                         |                         |  |  |

## Final

### Primeiro jogo
| 29 de maio | Prudentópolis | 1 – 3 | Cianorte                                                    | Estádio Newton Agibert                           |
|            | Juvenal 27'   |       | Celsinho 11' · Lennon Alves Martins 48' · Rafael Xavier 58' | Público: 1 297 Árbitro: Luiz Alexandre Fernandes |

### Segundo jogo
| 5 de junho | Cianorte                 | 1 - 0 | Prudentópolis | Estádio Albino Turbay                         |
|            | Lennon Alves Martins 46' |       |               | Público: 2 090 Árbitro: Fábio Marcos Zoccante |

## Classificação Final
| Pos | Times            | Pts | J  | V | E | D | GP | GC | SG  | %  | Classificação ou rebaixamento                   |
| --- | ---------------- | --- | -- | - | - | - | -- | -- | --- | -- | ----------------------------------------------- |
| 1   | Cianorte         | 29  | 13 | 8 | 5 | 0 | 18 | 7  | +11 | 74 | Finalistas e classificados a Série Ouro de 2017 |
| 2   | Prudentópolis    | 22  | 13 | 6 | 4 | 3 | 20 | 13 | +7  | 56 | Finalistas e classificados a Série Ouro de 2017 |
| 3   | Grêmio Maringá   | 15  | 11 | 3 | 6 | 2 | 14 | 14 | 0   | 45 | Eliminados nas semi-finais                      |
| 4   | Portuguesa-PR    | 12  | 11 | 3 | 3 | 5 | 16 | 16 | 0   | 36 | Eliminados nas semi-finais                      |
| 5   | Andraus          | 11  | 9  | 3 | 2 | 4 | 11 | 9  | +2  | 40 | Eliminados nas quartas de finais                |
| 6   | Apucarana Sports | 6   | 9  | 1 | 3 | 5 | 7  | 16 | –9  | 22 | Eliminados nas quartas de finais                |
| 7   | ACP [ACP]        | 4   | 9  | 3 | 4 | 2 | 15 | 14 | +1  | 48 | Eliminados nas quartas de finais                |
| 8   | Cascavel CR      | 4   | 9  | 1 | 1 | 7 | 6  | 19 | –13 | 14 | Eliminados nas quartas de finais                |

Notas
- ACP. ^ O Paranavaí perdeu nove pontos por escalar jogador irregularmente.

## Premiação
| Campeonato Paranaense - Divisão de Acesso 2016 |
| Cianorte                                       |
| ---------------------------------------------- |
| Cianorte Campeão (1º título)                   |